# Hidevikenbäcken
Hidevikenbäcken is een van de (relatief) kleine beken die het Zweedse eiland Gotland rijk is. Ze dankt haar naam aan het gehucht Hide en de baai waaraan dat ligt. Het afwateringsgebied van de Hidevikenbäcken ligt ingeklemd tussen dat van twee (relatief) grotere rivieren: de Vägumeån en Bångån.